# ديفيد موراي (لاعب كرة قدم أسترالية)
ديفيد موراي (بالإنجليزية: David Murray)‏ هو لاعب كرة قدم أسترالية أسترالي، ولد في 12 نوفمبر 1955.

## وصلات خارجية
- ديفيد موراي على موقع AustralianFootball.com (الإنجليزية)
- ديفيد موراي على موقع AFLtables.com (الإنجليزية)